# Auditoria
Auditoria é um exame cuidadoso e sistemático das atividades desenvolvidas em determinada organização, cujo objetivo é averiguar se elas estão de acordo com as planejadas e/ou estabelecidas previamente, se foram implementadas com eficácia e adequadas (em conformidade) à consecução dos objetivos.
As auditorias podem ser classificadas em: auditoria externa e auditoria interna.

## Achados de auditoria
É toda prova obtida pelo auditor, com a aplicação dos procedimentos de auditoria, para avaliar se os critérios estabelecidos estão sendo ou não atendidos. Ou seja, são fatos resultantes dos programas de auditoria que remetem a deficiências encontradas na entidade auditada.
Seus requisitos básicos são
- mostrar a relevância do fato;
- ser respaldados nos papéis de trabalho;
- ser objetivos;
- amparar as conclusões e recomendações;
- ser convincentes a uma pessoa estranha ao processo.[1]

## Evidências de auditoria
É o conjunto de fatos não comprovados, suficientes, competentes e pertinentes e, por definição, mais consistentes que os achados, em função de determinadas características
1. suficiência: a evidência deve ser convincente às pessoas leigas, permitindo-as chegar às mesmas conclusões do auditor;
2. validade: deve dar credibilidade e suporte à conclusão do auditor;
3. relevância: deve ter relação com os objetivos da auditoria;
4. objetividade: deve ser objetiva e respaldar as conclusões do auditor de forma mais profunda do que a simples aparência.

A evidência de auditoria é classificada segundo os procedimentos que a originaram. Assim, temos:
- Evidência física: obtida em decorrência de uma inspeção física ou observação direta de pessoas, bens ou transações. Normalmente é apresentada sob a forma de fotografias, gráficos, memorandos descritivos, mapas, amostras físicas etc.

- Evidência documental: é aquela obtida dos exames de ofícios, contratos, documentos comprobatórios (notas fiscais, recibos, duplicatas quitadas, etc.) e das informações prestadas por pessoas de dentro e de fora da entidade auditada, sendo a evidência obtida de fontes externas adequadas é mais fidedigna que a obtida na própria organização sob auditoria.

- Evidência testemunhal: é aquela decorrente da aplicação de entrevistas e questionários.

- Evidência analítica: decorre da conferência de cálculos, comparações, correlações e análises feitas pelo auditor, dentre outras.[2]

## Alguns tipos de auditoria
- Auditoria ambiental
- Auditoria de circulação
- Auditoria contábil
- Auditoria de demonstrações financeiras
- Auditoria fiscal
- Auditoria social
- Auditoria de prestação de contas
- Auditoria de riscos
- Auditoria de sistemas
- Auditoria governamental
- Auditoria de desempenho
- Auditoria operacional
- Auditoria financeira
- Auditoria tributária
- Auditoria trabalhista